# Filosofia do tempo
A filosofia do tempo, muitas vezes indissociada do conceito de espaço como filosofia do espaço e do tempo, é o ramo da filosofia preocupada com as questões que envolvem a ontologia, epistemologia e caráter do tempo e do espaço. Embora essas ideias tenham sido centrais para a filosofia desde o seu início, a filosofia do espaço e do tempo foi uma inspiração e um aspecto central da filosofia analítica inicial. O assunto enfoca uma série de questões básicas, incluindo se o tempo e o espaço existem independentemente da mente, se existem independentemente um do outro, o que explica o fluxo aparentemente unidirecional do tempo, se existem outros momentos além do momento atual e perguntas sobre a natureza da identidade (particularmente a natureza da identidade ao longo do tempo).

## Registros mais antigos sobre o tempo
A filosofia ocidental do tempo registrada mais antiga foi exposta pelo pensador egípcio antigo Ptahotep (c. 2650–2600 a. C.), que disse: 
Siga o seu desejo enquanto viver, e não realize mais do que é ordenado, não diminua o tempo de seguir o desejo, pois a perda de tempo é uma abominação para o espírito ...— 11ª máxima de Ptahotep
Os Vedas, os primeiros textos sobre filosofia indiana e filosofia hindu, datados do final do segundo milênio a. C., descrevem a cosmologia hindu antiga, na qual o universo passa por repetidos ciclos de criação, destruição e renascimento, com cada ciclo durando 4.320.000 anos.
Os incas consideravam o espaço e o tempo como um conceito único, chamado pacha (em quíchua:  pacha, em aimará:  pacha)

Nas teogonias e cosmovisões dos povos do Oriente Próximo e Médio, a ação do tempo começou a ser personificada em deuses próprios e descrita em narrativas sobre a criação e ordenação do universo, muitas vezes designando-lhes na arqueoastronomia como os responsáveis pelo movimento celeste e ciclos regulares como as estações, além de intervenções providenciais divinas ao longo da temporalidade e eras. No Egito Antigo, Ré era considerado Senhor da Eternidade e representante do movimento do Sol, e, na ogdóade, Thoth era associado às fases lunares e ciclos, portanto ao tempo. Entre os fenícios, Moco de Sídon, cita um deus Oulomos, que é associado ao grego Chronos como tempo primordial e cujo nome participa da raiz proto-semítica do termo hebraico olam, tempo remoto. Na Índia Védica, também havia narrativa associando Kala e Prajapati a respectivamente o Tempo primordial e, o segundo, sua progênie como ordenador do universo, e entre os persas, o conceito pode ser encontrado na entidade Zurvan. As influências semíticas dos canaanitas (Fílon de Biblos equivale El a Kronos), egípcios e possivelmente as dos persas foram transmitidas às teogonias gregas, aparecendo na cosmogonia órfica. Nela, um ovo cósmico primordial, junto a Caos e Éter, foram formados pelo Tempo, que, representado como uma serpente em volta do Ovo, apertou-o até que quebrasse. A noção de ovo cósmico é presente também em outras tradições e repercutiu como nome original da teoria do Big Bang de Georges Lemaître.
De fato, o Tempo (Χρόνος), aquele que nunca entra em decadência, de conselho imortal, gerou Aither e um vasto Abismo aberto deste lado e daquele, e um pequeno depois ... Grande Chronos (Tempo) moldou no divino Éter um ovo branco brilhante. —fragmentos órficos 66 e 70
Sempre florescente, pai de deuses abençoados e também dos homens, Tu de conselho engenhoso, puro, grande em força, poderoso Titã, Tu que consomes tudo e por ti mesmo fazes crescer novamente, Tu que seguras tuas correntes inquebráveis sobre o infinito cosmo, Kronos, todo-gerador do tempo, Kronos de pensamento engenhoso. —Hino Órfico a Kronos
Na mitologia grega, desenvolveu-se uma dicotomia entre os deuses Cronos (em grego, com K) e Chronos, conforme aparece por exemplo na cosmogonia de Ferécides de Siro e no orfismo. Ambos representaram também o duplo aspecto do tempo como conservador - Cronos para a não-temporalidade e a eternidade, enquanto protege o Céu e reserva os deuses em seu ventre como "devorador"; e Chronos, como portador dos eventos em seu desenrolar no tempo, tornando-os à destruição na mudança. Chronos era também figurado como uma cobra, animal associado a deuses do rio, porque serpentes podem nadar na correnteza, o que também pode simbolizar o fluxo do tempo, além de serem símbolos da saúde e eternidade.
Os deuses gregos estariam envolvidos em um tempo imperecível. No tempo, pois estão sujeitos à mudança (nascem e crescem); na imperecibilidade, pois estão no tempo desde sempre e para sempre. Essa ideia corresponde à visão grega do tempo que costuma expressar as noções de sucessão e mudança, da corrupção das coisas no tempo. A passagem desse tempo seria cíclica, não em repetições, mas em movimentos de mudança como as estações do ano. As ideias de início e de fim temporal inexistiam para os gregos, para quem o mundo e os deuses existem desde sempre.

A Teogonia expressa a noção de que história divina tem uma direção orientada por Zeus. Nesse contexto, os humanos tem de somente viver o tormento que o tempo os impõem - nascer, envelhecer, morrer. Como o homem é efêmero, tem sua condição de existência ligada ao tempo que é cíclico de modo a orientá-lo, trazendo sempre as mesma estações e mudanças. Essa noção é também expressa na Ilíada:
Símile as folhas é a geração dos homens, o vento faz cair as folhas sobre a terra. Verdecendo, a selva enfolha outra mais, vinda a primavera. Assim é a linhagem dos homens: nascem e perecem. (Ilíada, canto 6, 128-129)
Na Ilíada há a expressão da ideia de que os deuses controlariam o espaço e o tempo humano. Os deuses não saberiam o que significa experienciar o tempo, pois as forças do universo não se aplicariam a eles. Porém, durante a história da Guerra de Tróia, na qual deuses do Olimpo participam, eles estariam sujeitos a uma certa aproximação do tempo humano. Isso aconteceria toda vez que um Deus cai em batalha, ficando preso em um momento de queda que seria semelhante ao momento da morte de um soldado. Ainda assim, como o Deus é imortal, não pode sofrer o mesmo destino humano, mas chega o mais perto possível de ter a experiência da morte: ficar brevemente suspenso no tempo. Ou seja, para um Deus, ter a experiência do tempo humano (que traz mudanças e envelhecimento) seria estar quase em uma situação de mortalidade. Para Zeus, isso seria um sinal positivo, pois como controlador do tempo e espaço humano, ter a possibilidade de levar um Deus para perto da mortalidade seria uma punição possível de impor e, logo, reafirmar seu poder.

## Antiguidade

### Filosofia Grega
Os conceitos cosmogônicos foram incorporados depois na filosofia dos gregos antigos; Anaximandro considera a ação cósmica do Tempo: "A fonte do vir-a-ser para as coisas existentes é aquela na qual a destruição, também, ocorre de acordo com a Necessidade; pois elas pagam multa e retribuição umas às outras por sua injustiça de acordo com a aferição do Tempo". Parmênides e Heráclito, escreveram ensaios sobre a natureza do tempo. Heráclito enfocou em seus fragmentos o fluxo do tempo nos fenômenos mutáveis, do devir ou vir-a-ser, afirmando que nada persiste, salvo o próprio fluxo e o logos que o rege em unidade:
"Diferentes e novamente diferentes águas fluem" —fragmento 12 
"Pisamos e não pisamos nos mesmos rios, somos e não somos." —fragmento 49a
"O cosmos, o mesmo para todos, nenhum dos deuses nem dos seres humanos fez, mas sempre foi e é e deve ser: um fogo sempre vivo sendo aceso em medidas e extinto em medidas" —fragmento 30
"Deus é noite-dia, inverno-verão, paz-guerra, fome-saciedade; sofre alterações na maneira como o fogo, quando misturado com especiarias, é nomeado de acordo com o perfume de cada uma delas." —fragmento B67
É possível fazer uma leitura sobre o tempo nos poucos fragmentos que restam de Parmênides. Não há, até hoje, porém, uma interpretação que de conta de explicar toda a sua cosmogonia. Em seu poema, Parmênides expõem que a Deusa indica dois caminhos: o que é ( caminho da verdade) e o que não é (caminho da mentiras e da opinião dos mortais). Parece propor um Ser eterno imutável, fora da temporalidade, rejeitando que aquilo que verdadeiramente é/existe poderia tornar-se ou sofrer mudança.
"Aquilo que é nunca foi e nunca será, uma vez que é agora, todo junto, um, contínuo. Pois qual nascimento você buscará dele [do ser]? Como e de onde ele cresceu? Não permitirei que você diga nem pense do não-ser; pois não se pode dizer nem pensar que ele [o ser] não é: e que necessidade o teria acionado mais tarde ao invés de antes, começando a crescer do nada? Portanto, ele deve ser completamente ou não ser absolutamente nada ... E como poderia aquilo que é ser no futuro? Como poderia vir a ser? Pois, se ele veio a ser, ele não é: nem ele é se algum dia será no futuro. Portanto o vir a ser está extinto e não se ouve falar do perecer." —Poema de Parmênides
Platão, no Timeu, identificou o tempo com o período de movimento dos corpos celestes e o espaço como aquilo em que as coisas acontecem, seguindo a linha mitológica que associava os deuses à astronomia e alegorizava ideias abstratas. Em sua Teoria das Ideias, ele identificou os fenômenos mutáveis da temporalidade no mundo sensível como o tornar-se, imagens transitórias que são manifestações das Ideias eternas, como parte do Ser permanente além do tempo. No seu diálogo Parmênides ele aborda o ser no tempo e os conceitos de kinesis e stasis para descrever seu movimento e permanência. Ele aborda também o conceito de tempo e espaço em relação ao Um, retomando o apeiron (ilimitado) e limite (peras) de Anaximandro e Melisso.

A mudança, segundo Platão, ocorre por um momento fora do tempo, entre o repouso e o movimento, o "de repente" ou "instante" (exaiphnês). 
"Pois não é a partir do repouso, ainda em repouso, que a coisa muda, nem a partir do movimento, ainda em movimento, que ela muda. Mas esta natureza, a do instante, uma estranha natureza, situa-se entre o movimento e o repouso, estando em tempo nenhum [...]"—Platão, Parmênides, 156d-e
Na cosmologia do Timeu, a organização do mundo (totalidade do sensível) é descrita pelo personagem Timeu, que dá nome à obra, como ocorrendo após o estabelecimento do movimento do Céu por um demiurgo. Esse utilizaria o imutável como arquétipo e modelo e tudo que criaria seria belo, uma cópia de seu modelo. Nesse contexto, o tempo seria aquilo que faria a cópia mais semelhante ao arquétipo (imutável). O Demiurgo tenta tornar o mundo perpétuo, como seu modelo. Porém, consegue construir uma "imagem movente da eternidade". Na cópia, a unidade é limitada e numericamente avança/progride pelo tempo, que é o que permite entender e contar os movimentos sensíveis. O tempo (deveniente) seria então uma manifestação sensível do ordenamento dos astros, imutáveis. 
"Ele começou a fazer este Universo, tanto quanto podia, de um tipo semelhante. Mas, visto que a natureza da Criatura Vivente era eterna, essa qualidade era impossível anexar em sua totalidade ao que é gerado; portanto Ele planejou fazer uma imagem móvel da Eternidade e, conforme pôs em ordem o Céu, daquela Eternidade que habita na unidade Ele fez uma imagem eterna, movendo-se de acordo com Número, até mesmo aquilo a que chamamos de Tempo (chronos). Pois, simultaneamente com a construção do Céu, Ele planejou a produção de dias e noites e meses e anos, que não existiam antes do Céu existir. E todos esses são porções do Tempo; assim mesmo como “Foi” e “Será” são formas geradas de Tempo, embora as apliquemos erroneamente, sem perceber, ao Ser Eterno. Pois dizemos que “é” ou “era” ou “será”, ao passo que, na verdade, “é”, sozinho, é o termo apropriado; “foi” e “será”, por outro lado, são termos apropriadamente aplicáveis ao Devir que procede no Tempo, uma vez que ambos são noções; mas não pertencem àquilo que é sempre imutável em sua uniformidade a ponto de não se tornar mais velho ou mais jovem com o tempo, nem nunca ter se tornado, nem ser assim agora, nem estar prestes a sê-lo no futuro, nem em geral estar sujeito a qualquer uma das condições que o Devir impõe às coisas que se movem no mundo dos Sentidos, sendo estas formas geradas de Tempo, que imita a Eternidade e circunda de acordo com Número."—Timeu 37d–38a
"O Tempo, então, passou a existir junto com o Céu, a ponto de que, tendo sido gerados juntos, eles também poderiam ser dissolvidos juntos, se alguma vez ocorresse uma dissolução deles; e foi feito segundo o padrão da Natureza Eterna, para que pudesse ser tão semelhante quanto possível; pois enquanto o paradigma existe por toda a eternidade, a cópia, por outro lado, perpassa todo o tempo, continuamente tendo existido, existindo e estando prestes a existir. Portanto, como consequência deste raciocínio e desígnio da parte de Deus, com vistas à geração do Tempo, o sol e a lua e cinco outras estrelas, que levam a denominação de "planetas", passaram a existir para a determinação e preservação dos números do Tempo."—Timeu 38b–c
Aristóteles depois rejeitaria essa passagem do Timeu, abominando a noção de um começo do universo e do próprio tempo.
No diálogo platônico Parmênides, são elaborados diversos paradoxos sobre o tornar-se mais velho e tornar-se mais jovem, e a condição do Um em relação a isso. Como por exemplo que, ao se adicionar uma igual quantidade de tempo a duas quantidades de tempo distintas, resultará uma menor diferença na proporção entre os dois períodos: como quando alguém tem idade de 20 anos e outro de 10 anos, na proporção de 1/2 entre o mais jovem e o mais velho, daqui a 10 anos a proporção será maior, de 2/3 (20 anos/30 anos) e sempre se aproximará de 1.
"se adicionarmos tempo igual a um tempo maior e a um tempo menor ... o maior difere do menor tempo por uma porção menor do que antes"—Parmênides 154c–d
"como estão sempre indo em direções opostas, eles se tornam opostos um ao outro, os mais jovens mais velhos do que os mais velhos, e os mais velhos mais jovens do que os mais jovens"—Parmênides 154e–155b
Isso leva a aporias e conclusões permeadas de oposição, como a exposição resultante do argumento 2: "O Um é e fica mais velho e mais jovem do que Ele e os outros, e nem é, nem fica mais velho ou mais jovem do que Ele ou os outros" (155c–d).
Aristóteles, no livro IV de sua Física, definiu o tempo como o número de mudanças em relação ao antes e depois, e o lugar de um objeto como o limite mais íntimo e imóvel do que o cerca. O tempo está em todas as coisas e seria diferente da mudança mas algo como ela, um aspecto de seu movimento.
Vendo a mudança como medida do tempo, as mudanças que ocorrem no universo são explicadas como atualização de potencialidade e a modalidade da existência das coisas é definida de acordo com a frequência temporal, sendo essas ou necessidade (algo eterno que desde sempre existe independentemente), ou possibilidade (existem por algum tempo) , ou contingência. O universo seria necessário e eterno, sendo Deus sua causa final.
Segundo Aristóteles, o tempo não seria algo em si, mas algo com características peculiares. As partes do tempo não existem: ou deixaram de existir (passado) ou ainda não vieram a existir (futuro). Além disso, o "agora" ou o "instante" não faz parte do tempo, pois esse é inextenso e não pode constituir partes. Ele também não é sucessivo  pois um "agora" existe de modo que não se sobrepõem a outro "agora". Em uma linha de partes sucessivas, que compõem o tempo, o "agora" é o que separa as partes: passado e futuro.

Presente também em Aristóteles foi a recepção do duplo aspecto do tempo, segundo Pierre Aubenque:
"O tempo tem duas faces: como destruidor da natureza, que ele erode e mina através da ação combinada de calor e frio (Meteorologia, I, 14, 351a 26 e Física IV, 13, 222b 19), é o auxiliar benevolente da ação humana; e embora ele não seja um criador, ele é pelo menos um inventor, permitindo o progresso tecnológico (Ética a Nicômaco, I, 7, 1098a 24)".
Em Sobre o Céu, Aristóteles defende que nada do que é gerado no tempo pode ser eterno, enquanto que aquilo que não é gerado é necessariamente indestrutível: "todo o Céu não é gerado nem pode ser destruído, como alguns disseram, mas é único e eterno, não tendo começo nem fim de sua duração, tendo e abarcando um tempo ilimitado em si mesmo". Contra Platão, ele assim afirmou que o próprio tempo, junto ao cosmos, é eterno e ilimitado. Esse argumento contra o finitismo temporal levou a amplas discussões entre filósofos medievais islâmicos, judeus e cristãos, pois resultava em conflito com as visões criacionistas que interpretavam um começo do universo e do tempo.

Entre os neoplatonistas, Iâmblico é considerado por acadêmicos como tendo realizado uma inovação na filosofia do tempo. Ele critica a visão de Aristóteles e propõe soluções aos paradoxos temporais deste último. Baseando-se em Pseudo-Arquitas, ele define o Tempo como sendo uma Ideia preexistente, originário após a Alma e que é elemento intermediário de ligação entre Eternidade e Cosmos. Por ser inteligível, não possui extensão em sua hipóstase transcendente, porém o "tempo inferior" no mundo sensível do "cosmos" tem extensão. Os próprios conceitos de "antes" e "depois" na alma dependem da ordenação preexistente do Tempo. É inaugural, portanto, sua consideração de que o paradigma preexistente do Tempo é o responsável por ordenar os movimentos, pois há, por exemplo, uma ordem necessária na sua direção. Esse Tempo superior é simultâneo aos eventos temporais e todos os eventos temporais dele participam no "Agora", que é sempre diferente, porém que sempre se apresenta em unidade com o todo inteligível.
"um tempo intelectual que transcende o cosmos e governa o mundo psíquico (...) está disposto no mundo noético. (...) o número do movimento automovente [considerado] como uma mônada semelhante ao tempo. (...) [É] a extensão em relação à ordem de movimento preexistente, em que o antes e o depois se ordenam de antemão e dão ordem às ações e movimentos. Pois não se pode inferir o anterior e o posterior das coisas sem a preexistência do tempo per se, ao qual também se refere a ordem das ações."―Iâmblico, citado por Simplício

### Eternalismo e aniquilacionismo no budismo
O problema do tempo e espaço foi importante nas discussões filosóficas budistas desde as escolas iniciais, pois era necessária a sua definição na interpretação quanto ao período de existência e persistência dos fenômenos psicofísicos (darmas), que surgem e desaparecem em fluxo segundo a teoria da originação dependente. Afirmar a existência de um tempo infinito incorreria no eternalismo, enquanto determinar um começo ou fim a ele resultaria em aniquilacionismo; ambas as posturas extremas de consideração da realidade eram evitadas pelo Buda em sua doutrina do Caminho do Meio, pois elas estendem ilegitimamente a aplicação de conceitos empíricos a alegações transcendentes. As visões de que o mundo ou um eu são eternos, ou que cessarão, ou que são finitos, ou que são infinitos, ou que possuem um início ou fim últimos, foram todas consideradas "visões erradas" no Vibhanga (Cânone Páli).
Na linha do Abidarma, a tradição sarvastivada sustentava a visão de que os darmas existem em todos os três tempos – passado, presente, futuro; daí o nome de sua escola significa "teoria de que tudo existe". As escolas Sautrântica, Vibhajyavāda e Teravada argumentaram contra essa visão eternista em favor do presentismo (só existe o momento presente). Nas conjecturas sobre carma, houve tradições do budismo que eram endurantistas não reducionistas, em que a pessoa existe atualmente e persiste ao longo do tempo independente das mudanças das coleções dos agregados, de forma que estas compõem os vários estados da pessoa e a sequência causal é uma entidade em si, não redutível apenas aos seus componentes temporais; e outras que eram perdurantistas, por reduzirem a existência apenas a cada feixe de agregados momentâneos no espaço-tempo como unidades isoladas.

## Filosofia Medieval
No livro 11 das Confissões, Santo Agostinho pensa sobre a natureza do tempo, perguntando: "O que é então o tempo? Se ninguém me pergunta, eu sei: se desejo explicar a alguém que pede, não sei." Ele continua comentando a dificuldade de pensar sobre o tempo, apontando a imprecisão do discurso comum: "Pois poucas coisas existem sobre as quais falamos adequadamente; da maioria das coisas falamos incorretamente, ainda assim as coisas pretendidas são entendidas". Mas Agostinho apresentou o primeiro argumento filosófico para a realidade da Criação no contexto de sua discussão sobre o tempo, dizendo que o conhecimento do tempo depende do conhecimento do movimento das coisas e, portanto, o tempo não pode estar onde não há criaturas para medir sua passagem. Ele também defendeu para isso que Deus está fora do tempo e que criou todos os tempos.
Em contraste com alguns filósofos gregos antigos que acreditavam que o universo tinha um passado infinito sem começo, filósofos e teólogos medievais desenvolveram o conceito de universo com um passado finito com um começo. O filósofo cristão João Filopono apresentou argumentos iniciais, adotados pelos filósofos e teólogos cristãos posteriores da forma "argumento da impossibilidade da existência de um infinito atual", que afirma:
"Um infinito atual não pode existir."
"Um regressão temporal infinita de eventos é um infinito atual."
"∴ Um regressão temporal infinita de eventos não pode existir."
No início do século XI, o físico muçulmano Ibn al-Haitham (Alhacen ou Alhazen) discutiu a percepção do espaço e suas implicações epistemológicas em seu Livro de Óptica (1021). Ele também rejeitou a definição de topos de Aristóteles ( Física IV) por meio de demonstrações geométricas e definiu lugar como uma extensão espacial matemática. Sua prova experimental do modelo de intromissão de visão levou a mudanças no entendimento da percepção visual do espaço, ao contrário da anterior teoria da emissão da visão, apoiada por Euclides e Ptolomeu. Ao "vincular a percepção visual do espaço à experiência corporal anterior, Alhazen rejeitou inequivocamente a intuitividade da percepção espacial e, portanto, a autonomia da visão. Sem noções tangíveis de distância e tamanho para correlação, a visão pode nos dizer quase nada sobre essas coisas."

## Realismo e antirrealismo
Tradicionalmente, os realistas na ontologia sobre o tempo e o espaço defendem a existência deles separadamente da mente humana. Os idealistas, por outro lado, negam ou duvidam da existência de objetos independentes do mental. Alguns antirrealistas, cuja posição ontológica é que objetos fora da mente existem, não obstante, duvidam da existência independente de tempo e espaço.
Em 1781, Immanuel Kant publicou a Crítica da Razão Pura, uma das obras mais influentes da história da filosofia do espaço e do tempo. Ele descreve o tempo como uma noção a priori que, juntamente com outras noções a priori, como o espaço, permite compreender a experiência sensorial. Kant sustenta que nem o espaço nem o tempo são substâncias, entidades em si mesmas ou aprendidas pela experiência; ele sustenta, antes, que ambos são elementos de uma estrutura sistemática que usamos para estruturar nossa experiência. As medidas espaciais são usadas para quantificar a distância dos objetos e as medidas temporais são usadas para comparar quantitativamente o intervalo entre (ou a duração) dos eventos. Embora o espaço e o tempo sejam considerados transcendentalmente ideais nesse sentido, eles também são empiricamente reais - ou seja, não são meras ilusões. A definição fenomenológica fundamentalmente intuitiva de Kant e a impossibilidade de se conhecer a coisa-em-si externa afasta-o, no entanto, da posição realista.
Alguns escritores idealistas, como J. M. E. McTaggart em A Irrealidade do Tempo, argumentaram que o tempo é uma ilusão (ver também O fluxo do tempo, abaixo).
Os escritores discutidos aqui são na maioria realistas a esse respeito; por exemplo, Gottfried Leibniz sustentava que suas mônadas existiam, pelo menos independentemente da mente do observador.

## Absolutismo e relacionalismo

### Leibniz e Newton
O grande debate entre definir noções de espaço e tempo como objetos reais (absolutos), ou meras ordenações sobre objetos reais (relacionais), começou entre os físicos Isaac Newton (via seu porta-voz, Samuel Clarke) e Gottfried Leibniz nos papéis da correspondência Leibniz–Clarke.
Argumentando contra a posição absolutista, Leibniz oferece uma série de experimentos mentais com o objetivo de mostrar que há contradição ao assumir a existência de fatos como localização e velocidade absolutas. Esses argumentos se baseiam fortemente em dois princípios centrais à sua filosofia: o princípio da razão suficiente e a identidade dos indiscerníveis. O princípio da razão suficiente sustenta que, para todo fato, existe uma razão suficiente para explicar o que e por que é assim e não o contrário. A identidade dos indiscerníveis afirma que, se não há como distinguir duas entidades, elas são uma e a mesma coisa.
Destaca-se na resposta de Clarke (e Newton) aos argumentos de Leibniz o argumento do balde: a água em um balde, pendurado em uma corda e posto para girar, começará com uma superfície plana. À medida que a água começa a girar no balde, a superfície da água se torna côncava. Se o balde for parado, a água continuará girando e, enquanto o giro continuar, a superfície permanecerá côncava. Aparentemente, a superfície côncava não é o resultado da interação do balde e da água, uma vez que a superfície é plana quando o balde começa a girar, torna-se côncava quando a água começa a girar e permanece côncava quando o balde para.
O exemplo que Leibniz usa envolve dois universos propostos situados no espaço absoluto. A única diferença discernível entre eles é que o último está posicionado um metro e meio à esquerda do primeiro. O exemplo só é possível se existir espaço absoluto. Tal situação, no entanto, não é possível, segundo Leibniz, pois, se fosse, a posição de um universo no espaço absoluto não teria razão suficiente, pois poderia muito bem estar em qualquer outro lugar. Portanto, contradiz o princípio da razão suficiente, e poderia existir dois universos distintos que eram de todas as maneiras indiscerníveis, contradizendo assim a identidade dos indiscerníveis.
Nesta resposta, Clarke defende a necessidade da existência de espaço absoluto para explicar fenômenos como rotação e aceleração que não podem ser explicados por um relato puramente relacionalista. Clarke argumenta que, como a curvatura da água ocorre no balde rotativo e no balde estacionário contendo água em rotação, isso só pode ser explicado ao afirmar que a água está girando em relação à presença de alguma terceira coisa - espaço absoluto.
Leibniz descreve um espaço que existe apenas como uma relação entre objetos e que não existe além da existência desses objetos. O movimento existe apenas como uma relação entre esses objetos. O espaço newtoniano forneceu o quadro de referência absoluto dentro do qual os objetos podem ter movimento. No sistema de Newton, o quadro de referência existe independentemente dos objetos contidos nele. Esses objetos podem ser descritos como se movendo em relação ao próprio espaço. Por quase dois séculos, a evidência de uma superfície côncava da água manteve a autoridade.

### Mach
Outra figura importante nesse debate é o físico do século XIX Ernst Mach. Embora ele não negasse a existência de fenômenos como o visto no argumento do balde, ele ainda negava a conclusão absolutista, oferecendo uma resposta diferente sobre a que o balde estava girando em relação: às estrelas fixas.
Mach sugeriu que experimentos de pensamento como o argumento do balde são problemáticos. Se imaginássemos um universo que contém apenas um balde, no relato de Newton, esse balde poderia girar em relação ao espaço absoluto, e a água que ele continha formaria a superfície côncava característica. Mas, na ausência de mais alguma coisa no universo, seria difícil confirmar que o balde estava realmente girando. Parece igualmente possível que a superfície da água no balde permaneça plana.
Mach argumentou que, com efeito, o experimento com água em um universo vazio permaneceria plano. Mas se outro objeto fosse introduzido neste universo, talvez uma estrela distante, haveria agora algo em relação ao qual o balde poderia ser visto girando. A água dentro do balde poderia ter uma ligeira curva. Para explicar a curva que observamos, um aumento no número de objetos no universo também aumenta a curvatura na água. Mach argumentou que o momento de um objeto, angular ou linear, existe como resultado da soma dos efeitos de outros objetos no universo (Princípio de Mach).

### Einstein
Albert Einstein propôs que as leis da física deveriam basear-se no princípio da relatividade. Este princípio sustenta que as regras da física devem ser as mesmas para todos os observadores, independentemente do quadro de referência usado, e que a luz se propaga na mesma velocidade em todos os referenciais. Essa teoria foi motivada pelas equações de Maxwell, que mostram que as ondas eletromagnéticas se propagam no vácuo à velocidade da luz. No entanto, as equações de Maxwell não dão indicação do que é essa velocidade. Antes de Einstein, pensava-se que essa velocidade era relativa a um meio fixo, chamado éter luminífero. Por outro lado, a teoria da relatividade especial postula que a luz se propaga à velocidade da luz em todos os quadros inerciais e examina as implicações desse postulado.
Todas as tentativas de medir qualquer velocidade relativa a esse éter falharam, o que pode ser visto como uma confirmação do postulado de Einstein de que a luz se propaga na mesma velocidade em todos os quadros de referência. A relatividade especial é uma formalização do princípio da relatividade que não contém um quadro de referência inercial privilegiado, como o éter luminífero ou o espaço absoluto, de onde Einstein deduziu que esse quadro não existe.
Einstein generalizou a relatividade a quadros de referência que não eram inerciais. Ele conseguiu isso postulando o Princípio da Equivalência, que afirma que a força sentida por um observador em um determinado campo gravitacional e aquela sentida por um observador em um quadro de referência acelerado são indistinguíveis. Isso levou à conclusão de que a massa de um objeto distorce a geometria do espaço-tempo ao seu redor, conforme descrito nas equações de campo de Einstein.
Na física clássica, um referencial inercial é aquele em que um objeto que não experimenta forças não acelera. Na relatividade geral, um referencial inercial é aquele que segue uma geodésica do espaço-tempo. Um objeto que se move contra uma geodésica experimenta uma força. Um objeto em queda livre não experimenta uma força, porque segue uma geodésica. Um objeto que está na Terra, no entanto, experimentará uma força, pois está sendo mantida contra a geodésica pela superfície do planeta.
Einstein defende parcialmente o princípio de Mach em que estrelas distantes explicam a inércia porque elas fornecem o campo gravitacional contra o qual ocorrem aceleração e inércia. Mas, contrariamente ao relato de Leibniz, esse espaço-tempo distorcido é tão integrante uma parte de um objeto, assim como suas outras características definidoras, como volume e massa. Se alguém sustenta, ao contrário das crenças idealistas, que os objetos existem independentemente da mente, parece que a relativística os compromete a sustentar também que o espaço e a temporalidade têm exatamente o mesmo tipo de existência independente.
Com a teoria da relatividade espacial, o conceito de tempo principal abordado na física deixou de ser absoluto newtoniano e vale-se de diferentes medidas para diferentes observadores em relação aos seus estados de movimento. Seguindo Einstein, Hermann Minkowski postulou cada ponto do espaço como constituindo um relógio próprio e que deve ser considerada uma quarta dimensão espaçotemporal nos cálculos. Einstein incrementou essa matriz quadridimensional em sua teoria da relatividade e considerou que as medidas do espaço-tempo deveriam ser através da atuação de relógios físicos nas condições de referência naquele ponto e sistema. Enquanto para Newton, os relógios reais seriam apenas medidores relativos da duração absoluta, separada e metafísica, para Einstein, o conceito de tempo é puramente físico e, como verificacionista, não tem sentido sem referência a relógios, sejam eles os tempos próprios em observadores no sistema da relatividade especial, um relógio em repouso no sistema inercial de um experimento de verificação da dilatação do tempo ou em medidas da relatividade geral.
A teoria da relatividade não é questionada em suas previsões matemáticas e descrições do comportamento de entidades físicas no espaço, sendo comprovada através de inúmeros experimentos, mas sua generalização da definição de durações temporais foi criticada por alguns físicos e filósofos—o tempo não se restringiria apenas ao movimento das partículas de relógios físicos (como relógios atômicos), e a contração e dilatação de oscilações em relógios não é o próprio conceito metafísico de tempo em si, independente de movimentos periódicos físicos; além de que considerar o tempo próprio do observador não anula a conceituação de um tempo universal absoluto, o que já foi feito na cosmologia teórica.
A filosofia do tempo de Einstein teve debate significativo após sua discussão por Henri Bergson, o qual levantou-lhe ressalvas e foi mal compreendido em sua crítica à teoria da relatividade, por afirmar que os filósofos teriam uma competência diferente daquela dos físicos na interpretação do tempo. Bergson aceitava os avanços da teoria da relatividade, conhecia a matemática de Lorentz e admirava Einstein, mas questionava a generalização filosófica do significado de tempo a partir da teoria física, criticando alguns experimentos mentais e sua conceitualização matemática, por exemplo as diferentes condições no paradoxo dos gêmeos que levariam a diferentes medidas do tempo ou o movimento relativo.
"O senso comum acredita em um tempo único, o mesmo para todos os seres e todas as coisas... a ideia de um tempo universal, comum a seres conscientes e coisas, é uma hipótese simples. Mas é uma hipótese que acredito ser fundamentada e que, na minha opinião, não contém nada incompatível com a teoria da relatividade."
Ele afirmava um conceito de tempo subjetivo como real, parte da intuição e que essa sua duração era independente das condições de espaço e seus referenciais:
"Se eu procuro na profundidade do meu ser ... encontro ... um fluxo contínuo que não é comparável a qualquer fluxo que já vi. Há uma sucessão de estados, cada um dos quais anuncia o que segue e contém aquele que o precede ... O desenrolar de nossa duração se assemelha em alguns de seus aspectos à unidade de um movimento em avanço e em outros à multiplicidade de estados em expansão ... Por mais que eu manipule os conceitos ... nunca obtenho nada que se assemelhe à intuição simples que tenho de duração." —Uma Introdução à Metafísica
Einstein rejeitou firmemente as observações de Bergson:
"o tempo dos filósofos não existe, resta apenas um tempo psicológico que difere do físico"
"O tempo do filósofo, acredito, é um tempo psicológico e físico ao mesmo tempo.", e que para ele o tempo psicológico não tem valor: "Isso nada mais é do que construções mentais, entidades lógicas".
Martin Heidegger posteriormente seguiu uma linha retomando argumentos de Bergson sobre o conceito filosófico de tempo: "Uma vez que o tempo seja definido como o tempo do relógio, não há mais esperança de chegar novamente ao seu significado original."
Outro contemporâneo que fez uma abordagem alternativa da filosofia do tempo em relação ao modelo de Minkowski-Einstein foi Alfred North Whitehead, em sua filosofia do processo, que identificava o conceito de tempo com aquele de durações dos eventos atuais encadeados do universo como um continuum extensivo, formado por blocos sucessivos do que ele chamou de "ocasiões de experiência".

Em revisão sobre conceitos de tempo e suas medidas na física contemporânea, Claudio Borghi afirmou:
Toda idealização teórica, de Newton a Einstein, até a mecânica quântica e a gravidade quântica, embora use diferentes modelos matemáticos como instrumentos para interpretar a complexidade dos fenômenos, baseia-se em uma clara preconcepção indiscutível sobre uma realidade de tempo externa a corpos e relógios.
Ele conclui que:
A teoria relativística do tempo não diz nada definitivo sobre a vida útil média das amostras radioativas ou, na provável hipótese de que também relógios biológicos não se comportam como relógios atômicos, sobre as diferentes taxas de envelhecimento de organismos vivos, apenas fornecendo medidas relacionadas ao potencial gravitacional ou pseudo-gravitacional em que o instrumento esteve durante o curso de um fenômeno... Em segundo lugar, deve-se notar que as teorias, embora se refiram ao mesmo material de investigação, geralmente não são extensões uma da outra, mas representações da realidade entre elas em grande parte inconciliáveis. A evidência clara e indiscutível, além da correspondência limitada entre medidas obtidas por relógios reais e previsões relativísticas, é dada pela diferença substancial entre o conceito de tempo interno evolutivo e o de tempo próprio que, em retrospectiva, já está escrito na linha do mundo e, portanto, não contém nenhuma informação sobre a taxa de evolução de corpos e relógios que o descrevem. 

## Convencionalismo
A posição do convencionalismo afirma que não há fato da questão quanto à geometria do espaço e do tempo, mas que isso é decidido por convenção. O primeiro proponente de tal visão, Henri Poincaré, reagindo à criação da nova geometria não euclidiana, argumentou que a geometria aplicada a um espaço foi decidida por convenção, uma vez que diferentes geometrias descreverão igualmente um conjunto de objetos com base em considerações do seu mundo-esfera.
Essa visão foi desenvolvida e atualizada para incluir considerações da física relativística por Hans Reichenbach. O convencionalismo de Reichenbach, aplicado ao espaço e ao tempo, concentra-se na ideia de definição coordenativa.
A definição coordenativa tem duas características principais. A primeira tem a ver com unidades coordenadas de comprimento com certos objetos físicos. Isso é motivado pelo fato de nunca podermos compreender diretamente o comprimento. Em vez disso, devemos escolher algum objeto físico, diga-se o Metro Padrão no Bureau International des Poids et Mesures (Escritório Internacional de Pesos e Medidas), ou o comprimento de onda do cádmio para permanecerem como nossa unidade de comprimento. A segunda característica trata de objetos separados. Embora possamos, presumivelmente, testar diretamente a igualdade de comprimento de duas hastes de medição quando elas estão próximas uma da outra, não podemos descobrir tanto quanto para duas hastes distantes uma da outra. Mesmo supondo que duas hastes, sempre que aproximadas umas das outras, sejam vistas como iguais em comprimento, não temos justificativa em afirmar que elas sempre são iguais em comprimento. Essa impossibilidade mina nossa capacidade de decidir a igualdade de comprimento de dois objetos distantes. A uniformidade do comprimento, pelo contrário, deve ser estabelecida por definição.
Tal uso da definição coordenativa está em vigor, no convencionalismo de Reichenbach, na Teoria Geral da Relatividade, em que a luz é assumida, isto é, não descoberta, como marcando distâncias iguais em tempos iguais. Com base nessa configuração de definição coordenativa, no entanto, a geometria do espaço-tempo é estabelecida.
Como no debate absolutismo/relacionalismo, a filosofia contemporânea ainda discorda quanto à corretude da doutrina convencionalista.

## Estrutura do espaço-tempo
Partindo de uma mistura de ideias dos debates históricos do absolutismo e do convencionalismo, bem como refletindo sobre a importação do aparato técnico da Teoria Geral da Relatividade, detalhes quanto à estrutura do espaço-tempo constituíram uma grande proporção de discussões dentro a filosofia do espaço e do tempo, bem como a filosofia da física. A seguir, é apresentada uma pequena lista de tópicos.

### Relatividade da simultaneidade
De acordo com a relatividade especial, cada ponto do universo pode ter um conjunto diferente de eventos que compõem seu instante atual. Isso foi usado no argumento de Rietdijk-Putnam para demonstrar que a relatividade prediz um universo em bloco no qual os eventos estão fixos em quatro dimensões.[carece de fontes?]  

### Invariância vs. covariância
Levantando para suportar as lições do debate absolutismo/relacionalismo com as poderosas ferramentas matemáticas inventadas nos séculos XIX e XX, Michael Friedman traça uma distinção entre invariância à transformação matemática e covariância sobre transformação.
Invariância, ou simetria, se aplica a objetos, isto é, o grupo de simetria de uma teoria do espaço-tempo designa quais características dos objetos são invariantes ou absolutas e quais são dinâmicas ou variáveis.
A covariância se aplica a formulações de teorias, ou seja, o grupo de covariância designa em que faixa de sistemas de coordenadas as leis da física se aplicam.
No caso clássico, o grupo de invariância, ou simetria, e o grupo de covariância coincidem, mas eles se separam na física relativística. O grupo de simetria da teoria geral da relatividade inclui todas as transformações diferenciáveis, ou seja, todas as propriedades de um objeto são dinâmicas, isto é, não há objetos absolutos. As formulações da teoria geral da relatividade, diferentemente das da mecânica clássica, não compartilham um padrão, ou seja, não existe uma formulação única emparelhada com transformações. Como tal, o grupo de covariância da teoria geral da relatividade é apenas o grupo de covariância de toda teoria.
Essa distinção pode ser ilustrada revisitando o experimento mental de Leibniz, no qual o universo é deslocado para um metro e meio. Neste exemplo, a posição de um objeto é vista como não sendo uma propriedade desse objeto, ou seja, a localização não é invariável. Da mesma forma, o grupo de covariância para a  mecânica clássica será qualquer sistema de coordenadas obtido entre si por mudanças de posição, bem como outras traduções permitidas por uma transformação galileana.

### Quadros históricos
Uma aplicação adicional dos métodos matemáticos modernos, aliada à ideia de grupos de invariância e covariância, é tentar interpretar visões históricas do espaço e do tempo na linguagem matemática moderna.
Nessas traduções, uma teoria do espaço e do tempo é vista como uma variedade pareada com espaços vetoriais, quanto mais espaços vetoriais, mais fatos existem sobre objetos nessa teoria. O desenvolvimento histórico das teorias do espaço-tempo é geralmente visto a partir de uma posição em que muitos fatos sobre objetos são incorporados naquela teoria e, à medida que a história avança, mais e mais estruturas são removidas.
Por exemplo, o espaço e o tempo aristotélicos têm ambos posição absoluta e lugares especiais, como o centro do cosmos e a circunferência. O espaço e tempo newtoniano tem posição absoluta e é invariantes de Galileu, mas não possui posições especiais.

### Buracos
Com a teoria geral da relatividade, o debate tradicional entre absolutismo e relacionalismo mudou para se o espaço-tempo é uma substância, uma vez que a teoria geral da relatividade exclui amplamente a existência de, por exemplo, posições absolutas. Um argumento poderoso contra o substantivalismo no espaço-tempo, oferecido por John Earman, é conhecido como "argumento do buraco".
Este é um argumento matemático técnico, mas pode ser parafraseado da seguinte maneira:
Defina uma função d como a função de identidade sobre todos os elementos sobre a variedade M, exceto um pequeno bairro H pertencente a M. Sobre H, d vem a diferir da identidade por uma função suave.
Com o uso dessa função d, podemos construir dois modelos matemáticos, onde o segundo é gerado aplicando d a elementos próprios do primeiro, de modo que os dois modelos sejam idênticos antes do tempo t = 0, onde t é uma função de tempo criada por uma foliação do espaço-tempo, mas diferem após t=0.
Essas considerações mostram que, como o substantivalismo permite a construção de buracos, o universo deve, nessa visão, ser indeterminista. O que, argumenta Earman, é um caso contra o substantivalismo, pois o caso entre determinismo ou indeterminismo deve ser uma questão de física, não de nosso compromisso com o substantivalismo.

### Singularidade
Seguindo a teoria do Big Bang, a "proposta sem limite" de James Hartle e Stephen Hawking popularizou-se em descrever uma formalização do período da singularidade tanto do espaço quanto do tempo no começo do universo. Hawking tornou conhecidas as afirmações: "... o universo não existiu para sempre. Antes, o universo e o próprio tempo tiveram um começo no Big Bang, cerca de 15 bilhões de anos atrás."
"Perguntar o que veio antes do Big Bang não faz sentido, de acordo com a proposta sem limites, porque não há noção de tempo disponível para referência ... Seria como perguntar o que fica ao sul do Polo Sul."

## A direção do tempo
A física contemporânea traz alguns problemas de interesse à filosofia do tempo, e o problema da direção do tempo é um deles. O problema da direção do tempo surge diretamente de dois fatos contraditórios entre as leis da natureza e nossa experiência. Primeiro, as leis físicas fundamentais são invariantes para reversão do tempo; se um filme cinematográfico fosse tirado de qualquer processo descrito por meio das leis acima mencionadas e depois reproduzido para trás, ele ainda retrataria um processo fisicamente possível. Em segundo lugar, nossa experiência do tempo, no nível macroscópico, não é invariante para reversão de tempo. Não experimentamos ele como algo reversível. Os copos podem cair e quebrar, mas os cacos de vidro não podem se remontar e voar sobre as mesas. Temos lembranças do passado e nenhuma do futuro. Sentimos que não podemos mudar o passado, mas podemos influenciar o futuro que está aberto, e não o contrário.
Há três soluções principais para o problema da direção do tempo: a solução via causação, a solução pela termodinâmica, e a solução pelas características das leis da física.

### Solução via causação
Uma das duas principais famílias de soluções para esse problema tem caráter epistemológico e metafísico. Nessa visão, traçamos a visão de uma direção no tempo por causa da assimetria da causação. Sabemos mais sobre o passado porque os elementos do passado são causas do efeito que é nossa percepção. Sentimos que não podemos afetar o passado, e podemos afetar o futuro, porque de fato não podemos afetar o passado, e podemos afetar o futuro.
Tradicionalmente há duas objeções principais a essa visão. A mais importante é a dificuldade é definir a causação de tal modo que a prioridade temporal da causa sobre o efeito não seja meramente estipulativa. Se tal é o caso, nosso uso da noção de causação para construir uma ordenação temporal é circular. A segunda dificuldade não ameaça a consistência da visão, mas ataca seu poder explicativo, pois a solução via causação, embora dê conta de assimetrias temporais ligada a fenômenos como a percepção e a ação, não resolve problemas ligados a vários outros fenômenos assimétricos, como, por exemplo, o copo que se quebra (ver acima).
No entanto, a assimetria da causação pode ser observada de maneira não arbitrária, que não é metafísica no caso de uma mão humana deixar cair um copo de água que se quebra em fragmentos num piso duro, derramando o líquido. Nesta ordem, as causas do padrão resultante de fragmentos de copo e derramamento de água são facilmente atribuíveis em termos de trajetória do copo, irregularidades em sua estrutura, ângulo de impacto no piso, etc. No entanto, aplicando o mesmo evento ao contrário, é difícil explicar por que os vários pedaços do copo devem voar para a mão humana e remontar precisamente na forma de um copo, ou por que a água deve se posicionar inteiramente dentro do copo. As causas da estrutura e forma resultantes do copo e o encapsulamento da água pela mão dentro do copo não são facilmente atribuíveis, pois nem a mão nem o piso podem atingir essas formações do copo ou da água. Essa assimetria é percebida por duas características: i) a relação entre as capacidades de agente da mão humana (ou seja, o que é e o que não é capaz e para que serve) e a agência não animal (ou seja, quais pisos são e não são capazes e para que servem) e ii) que os pedaços do copo passaram a possuir exatamente a natureza e o número daqueles de um copo antes da montagem. Em suma, essa assimetria é atribuível à relação entre i) direção temporal e ii) as implicações da forma e da capacidade funcional.
A aplicação dessas ideias de forma e capacidade funcional apenas dita a direção temporal em relação a cenários complexos que envolvem agência específica não metafísica que não depende apenas da percepção humana do tempo. Contudo, esta última observação por si só não é suficiente para invalidar as implicações do exemplo para a natureza progressiva do tempo em geral.

### A solução termodinâmica
A segunda principal família de solução para esse problema, e de longe a que gerou mais literatura, afirma que a existência da direção do tempo é relacionada à natureza da termodinâmica.
A resposta da termodinâmica clássica afirma que, enquanto nossa teoria física básica tem, de fato, simetria da reversão do tempo, a termodinâmica não. Em particular, a segunda lei da termodinâmica afirma que a entropia de um sistema fechado nunca diminui, a isso explica porque nós frequentemente vemos vidro quebrar, mas não juntar-se novamente.
Mas na mecânica estatística, as coisas se tornam mais complicadas. Por um lado, a mecânica estatística é muito superior à termodinâmica, já que pode demonstrar que os comportamentos termodinâmicos, vidro quebrando, pode ser explicado pelas leis fundamentais da física em conjunto com um postulado estatístico. Por outro lado, entretanto, a mecânica estatística, diferentemente da termodinâmica clássica, é simétrica quanto a reversão temporal. A segunda lei da termodinâmica, no contexto da mecânica estatística, meramente afirma que é muitíssimo provável que a entropia aumente, mas isso não é uma lei absoluta.
As soluções termodinâmicas atuais para o problema da direção do tempo buscam encontrar algum novo fato ou propriedade das leis da natureza que expliquem essa discrepância.

### A solução das leis
Um terceiro tipo de solução ao problema da direção do tempo, ainda que muito menos representado, argumenta que as leis não tem simetria de reversão temporal. Por exemplo, alguns processos na mecânica quântica, relacionados à força nuclear fraca, são tidos como não reversíveis, tendo em mente que no âmbito da mecânica quântica a reversibilidade do tempo é composta por uma definição mais complexa.
A maioria dos comentadores acha esse tipo de solução insuficiente porque a) os tipos de fenômeno que tem simetria na mecânica quântica são muito poucos para serem responsáveis pela assimetria no nível macroscópico e b) não há garantia que a mecânica quântica é a descrição final ou correta dos processos físicos.
Um proponente recente da solução das leis é Tim Maudlin, que argumenta que as leis fundamentais da física são leis de evolução temporal: adicionalmente ao fenômeno da mecânica quântica, nossa física básica de espaço-tempo, isto é, a Teoria Geral da Relatividade, é assimétrica. Esse argumento é baseado numa negação dos tipos de definição, frequentemente bastante complicados, que nos permitem encontrar simetrias, argumentando que as próprias definições são a causa de aparentemente existir um problema da direção do tempo. No entanto, em outros lugares, Maudlin argumenta: "[a] passagem do tempo é uma assimetria intrínseca na estrutura temporal do mundo... É a assimetria que fundamenta a distinção entre sequências que correm do passado para o futuro e sequências que correm do futuro para o passado" Portanto, é sem dúvida difícil avaliar se Maudlin está sugerindo que a direção do tempo é uma consequência das leis ou é ela própria primitiva.

## Fluxo do tempo
Talvez o mais famoso argumento contra a realidade do tempo seja o de McTaggart.  O problema do fluxo do tempo, como tratado na filosofia analítica, deve seu início a um artigo escrito por J. M. E. McTaggart, no qual diz que podemos distinguir duas "séries temporais" ou características do tempo, a série-A e a série-B, que chamaremos de características-A e características-B. A primeira série, que significa explicar nossas intuições sobre o devir temporal, ou o Agora em movimento, é chamada de série A. A série A ordena os eventos de acordo com seu passado, presente ou futuro, simplesmente e comparados entre si. A série B elimina todas as referências ao presente e as modalidades temporais associadas do passado e do futuro, e ordena todos os eventos pelas relações temporais anterior a e posterior a. Em outras palavras, as noções de passado, presente e futuro são as características-A, e as noções de antes' e depois, ou anterior e posterior, são as características-B.
McTaggart, em seu artigo "A Irrealidade do Tempo", argumenta que o tempo é irreal, já que a) a série A é inconsistente e b) a série B por si só não pode explicar a natureza do tempo, pois a série A descreve um recurso essencial dela. Segundo McTaggart, as características-B são redutíveis às características-A, e as características-A nos levam ao regresso ao infinito. Tome-se como exemplo um evento presente, a leitura deste artigo da Wikipédia. Esse evento é presente, foi futuro e será passado. Ser presente é ser presente no presente, ter sido futuro no passado e vir a ser passado no futuro. Ser presente no presente é ser presente no presente no presente, ter sido futuro no passado no presente, vir a ser passado no futuro no presente etc. Resumindo, por levarem ao regresso ao infinito as características-A não podem ser atribuídas ao tempo. Como, após a redução das características-B às características-A, não há outras características do tempo, McTaggart conclui que o tempo não tem característica alguma por ser irreal. Em suma, ele diz que o tempo não existe, embora tenhamos a ilusão do tempo.
Com base nessa estrutura, dois campos de solução foram oferecidos. A primeira, a solução do teórico de A, toma o vir-a-ser como característica central do tempo e tenta construir a série B a partir da série A, oferecendo uma explicação de como os fatos B saem dos fatos A. O segundo campo, a solução do teórico de B, toma como decisivos os argumentos de McTaggart contra a série A e tenta construir a série A a partir da série B, por exemplo, por indexicais temporais.

## Dualidades
Os modelos de teoria quântica de campos mostraram que é possível que teorias em dois contextos espaciais diferentes, como AdS/CFT ou dualidade T, sejam equivalentes.

## Presentismo e eternalismo
Segundo o presentismo, o tempo é uma ordem de várias realidades. Em um determinado momento, algumas coisas existem e outras não. Essa é a única realidade com a qual podemos lidar e não podemos, por exemplo, dizer que Homero existe, porque no momento ele não existe. Um eternalista, por outro lado, sustenta que o tempo é uma dimensão da realidade em pé de igualdade com as três dimensões espaciais e, portanto, que todas as coisas—passado, presente e futuro—podem ser consideradas tão reais quanto as presentes. De acordo com esta teoria, então, Homero realmente existe, embora ainda temos que usar uma linguagem especial quando se fala de alguém que existe em um tempo distante—da mesma forma que usaria linguagem especial quando se fala de algo distante (as próprias palavras perto, longe, acima, abaixo e tais são diretamente comparáveis a frases como no passado, há um minuto e assim por diante).

## Endurantismo e perdurantismo
As posições sobre a persistência de objetos são um pouco semelhantes. Um endurantista sustenta que, para que um objeto persista ao longo do tempo, ele exista completamente em momentos diferentes (cada instância da existência podemos considerar de alguma forma separada das instâncias anteriores e futuras, embora ainda numericamente idêntica a elas). Um perdurantista, por outro lado, sustenta que, para que uma coisa exista através do tempo, ela exista como uma realidade contínua e que, quando consideramos a coisa como um todo, devemos considerar um agregado de todas as suas "partes temporais" ou instâncias de existir. O endurantismo é visto como a visão convencional e flui de nossas ideias pré-filosóficas (quando falo com alguém acho que estou falando com essa pessoa como um objeto completo, e não apenas como parte de um ser intertemporal), mas perdurantistas como David Lewis atacaram essa posição. Eles argumentam que o perdurantismo é a visão superior por sua capacidade de levar em conta as mudanças nos objetos.
No geral, os presentistas também são endurantistas e eternistas também são perdurantistas (e vice-versa), mas essa não é uma relação necessária e é possível afirmar, por exemplo, que a passagem do tempo indica uma série de realidades ordenadas, mas que objetos dentro essas realidades de alguma forma existem fora da realidade como um todo, mesmo que as realidades como todos não estejam relacionadas. No entanto, essas posições raramente são adotadas.

## Leitura adiciona
- Sorabji, Richard (2005). "Did the Universe have a Beginning?". The Philosophy of the Commentators, 200–600 AD. Cornell University Press. pp. 175–88.
- Sorabji, Richard (2006). Time, Creation, and the Continuum: Theories in Antiquity and the Early Middle Ages. University of Chicago Press.